# Călugărei
Călugărei – wieś w Rumunii, w okręgu Dolj, w gminie Orodel. W 2011 roku liczyła 621 mieszkańców.